# Castello di Ahrensburg

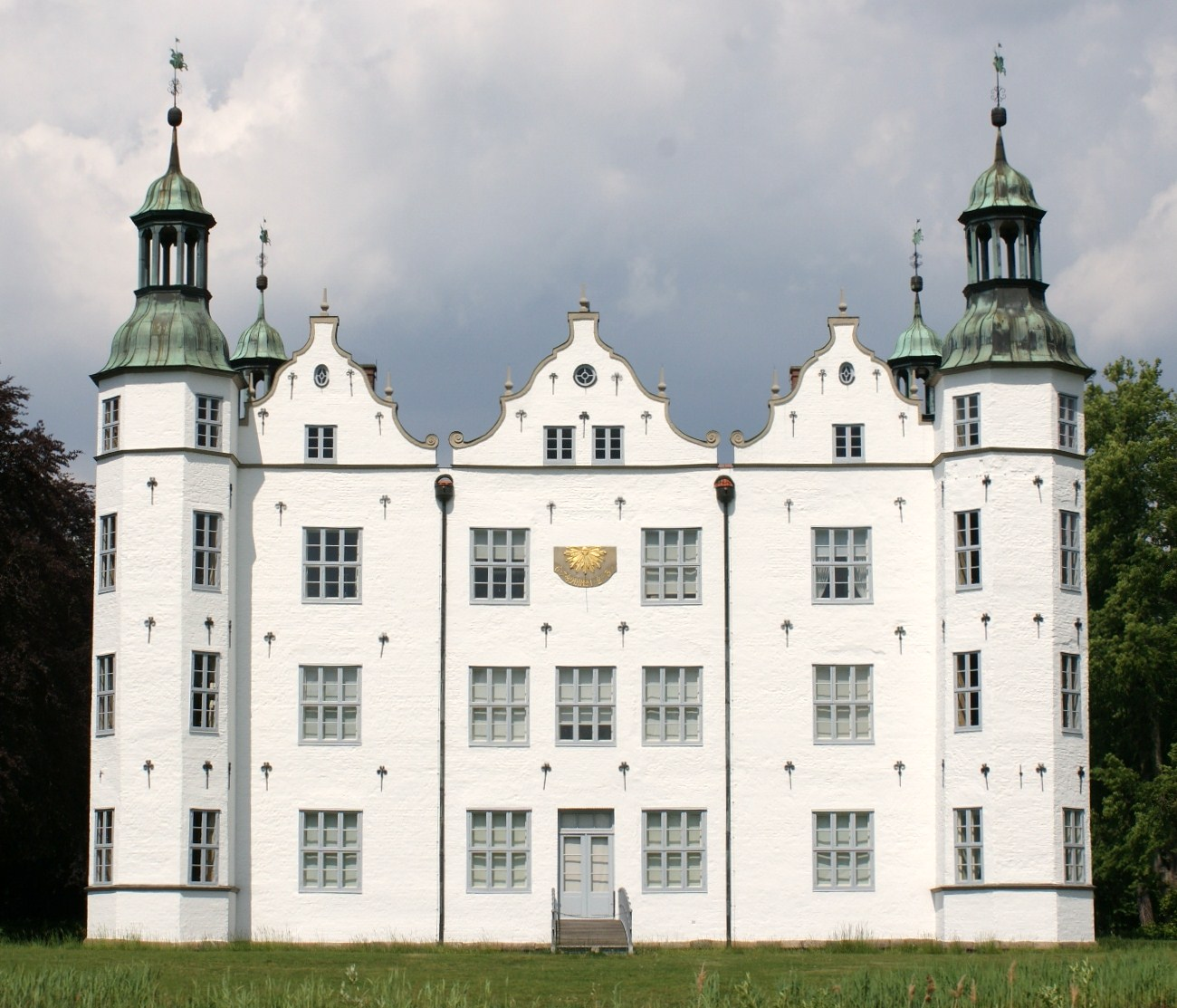
La facciata principale del castello di Ahrensburg

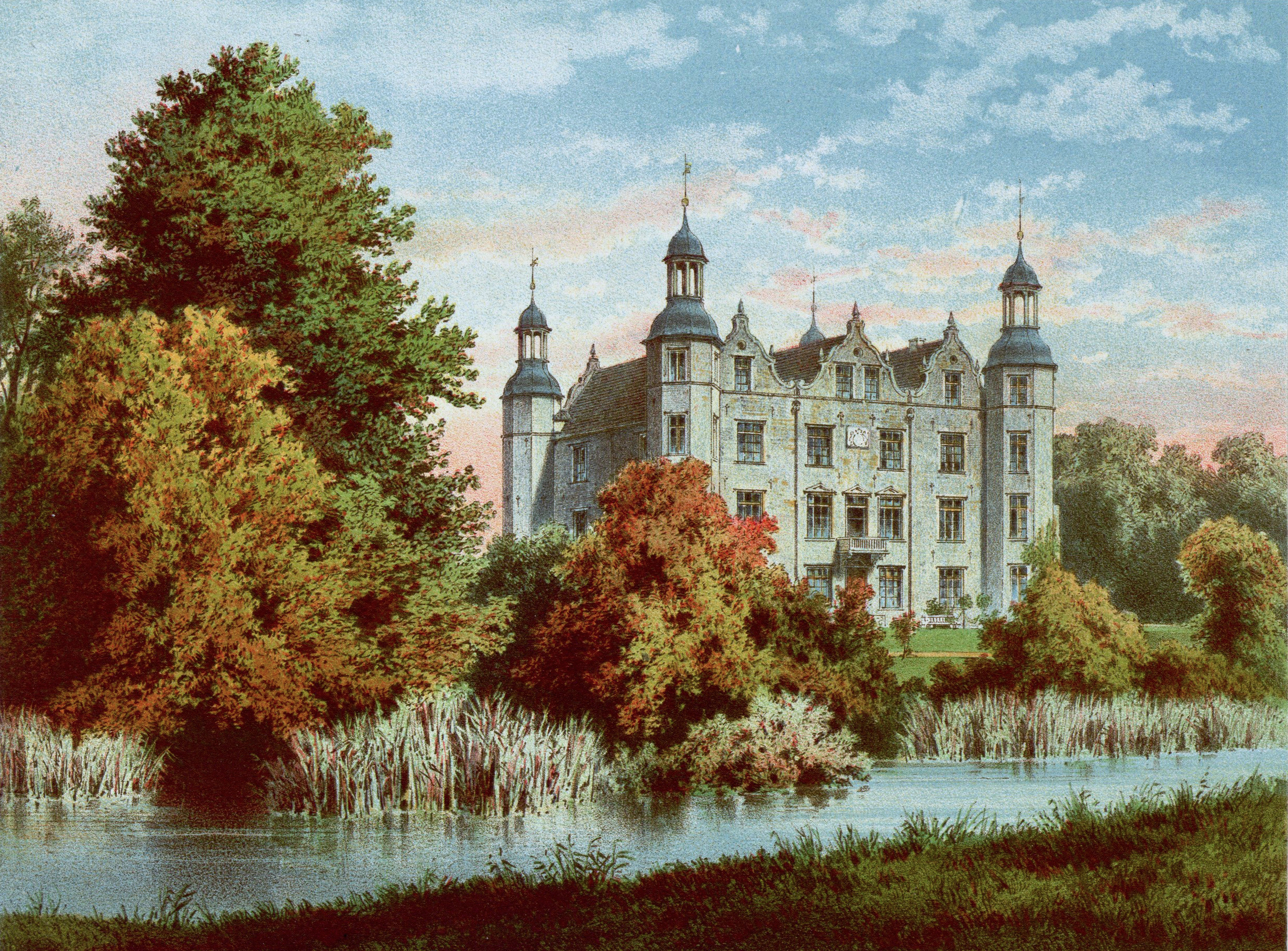
Il castello di Ahrensburg in una litografia del 1869

Il castello di Ahrensburg (in tedesco: Schloss Ahrensburg) è un castello in stile rinascimentale della città tedesca di Ahrensburg, nello Schleswig-Holstein, a nord-est di Amburgo, eretto tra la fine degli anni settanta del XVI secolo e il 1585 per volere del signore danese Peter Rantzau. e in parte rinnovato a partire dalla metà del XVIII secolo dai conti di Schimmelmann.
Si tratta di uno dei più imponenti castelli dello Schleswig-Holstein. Sia il castello, che il parco e l'isolotto circostante sono monumento protetto (dal 2003).

## Caratteristiche
Il castello è circondato da un ampio parco e, parzialmente, anche dalle acque del fiume Hunnau e si caratterizza per il color bianco delle sue facciate.

L'edificio è sorretto da quattro torri ottagonali ed è costituito da quattro piani.
Gli interni sono in stile rococò e ospitano il Museum Schleswig-Holsteiner Herrenhauskultur.

## Storia
Il terreno su cui sorge il castello fu acquisito nel 1567 dal signore danese Daniel Rantzau.
Qualche anno dopo il fratello di quest'ultimo, Peter, commissionò la costruzione del castello.
Dalla metà del XVIII secolo agli anni trenta del XX secolo, il castello fu di proprietà dei conti di Schimmelmann: sotto gli Schimmelmann, furono completamente rifatti gli interni dell'edificio, con l'aggiunta di pregiata mobilia e di opere d'arte.

## Punti d'interesse

### Schlosskirche
La Schlosskirche ("chiesa del castello"), fu eretta in stile tardo gotico contemporaneamente ai lavori di costruzione del castello].
Fu in seguito ricostruita in stile barocco, dopo essere stata parzialmente distrutta dalle truppe Svedesi nel 1713.

### Museum Schleswig-Holsteiner Herrenhauskultur
Nel Museum Schleswig-Holsteiner Herrenhauskultur, sono esposti mobili e dipinti appartenuti ai proprietari del castello.